# Persicula hennequini
Persicula hennequini is een slakkensoort uit de familie van de Cystiscidae. De wetenschappelijke naam van de soort is voor het eerst geldig gepubliceerd in 1999 door Boyer, Neefs & Wakefield.